# Nube molecular

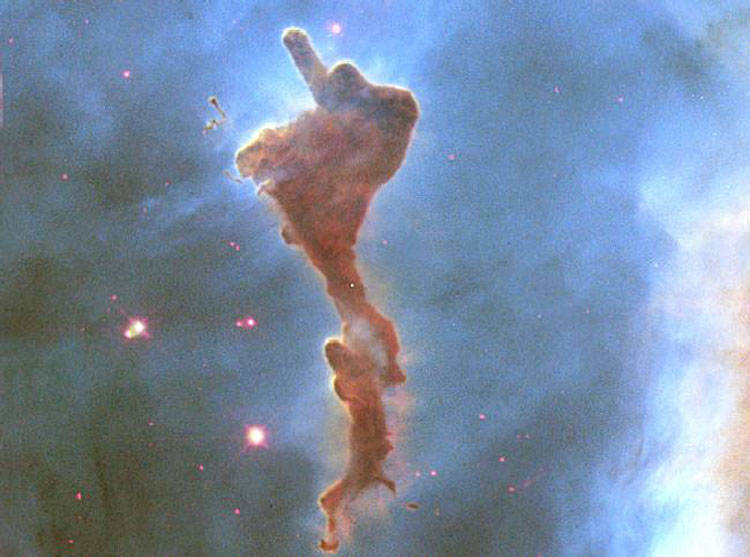
Un nube molecular que se ha separado de la Nebulosa de Carina tomado en 1999 con el telescopio espacial Hubble

Una nube molecular es una región extensa en el interior de una galaxia en la que la densidad de materia es suficientemente alta, y la temperatura suficientemente baja, para que exista dihidrógeno (H2). Por su carencia de dipolo eléctrico, el H2 frío no es observable directamente, pero otras moléculas que existen en las nubes moleculares sí lo son. La más abundante después del H2 es el monóxido de carbono (CO), que es fácilmente observable en ondas milimétricas. Cientos de otras moléculas han sido observadas en nubes moleculares.
Las nubes moleculares son especialmente importantes en formación estelar. El nacimiento de las estrellas ocurre cuando regiones de una nube molecular sufren una inestabilidad gravitacional que les lleva a contraerse. Generalmente las nubes moleculares son tan extensas y masivas que se fragmentan hasta formar un elevado número de protoestrellas.
Actualmente son las estructuras galácticas conocidas de mayor tamaño, con masas de hasta 1 millón de veces la del Sol.

## Ocurrencia
Dentro de nuestra propia galaxia, la cantidad de gas molecular es de menos del uno por ciento del volumen del medio interestelar (ISM), pero también es la parte más densa del medio que abarca aproximadamente la mitad de la masa de gas total del interior de la órbita galáctica del Sol. La mayor parte del gas molecular se encuentra en un anillo de entre 3,5 a 7,5 kiloparsecs del centro de la galaxia (el Sol está a unos 8,5 kiloparsecs del centro). Los mapas a gran escala de monóxido de carbono de la galaxia muestran que la posición de este gas se correlaciona con los brazos espirales de la galaxia. Que el gas molecular se encuentre predominantemente en los brazos espirales sugiere que las nubes moleculares deben formarse y disolverse en una escala de tiempo no superior a 10 millones de años, el tiempo que tarda la materia en pasar a través de la región del brazo.
Perpendicularmente al plano de la galaxia, el gas molecular se dispone en un plano intermedio estrecho del disco galáctico con una altura de escala característica, Z, de aproximadamente 50 a 75 parsec, mucho más delgado que el componente gaseoso frío atómico (Z = 130 a 400 pc) y del caliente ionizado (Z = 1000 pc ) los componentes gaseosos de la IGS.  La excepción a la distribución de gas ionizado son las regiones HII que están en las burbujas de gas caliente ionizado creado en nubes moleculares por la intensa radiación emitida por estrellas masivas jóvenes y, como tales, tienen aproximadamente la misma distribución vertical que el gas molecular.
Esta distribución del gas molecular es bastante regular si se tienen en cuenta distancias grandes, sin embargo la distribución a pequeña escala es altamente irregular con la mayor parte concentrada en las nubes discretas y complejos de nubes.
La cantidad de medio interestelar disminuye gradualmente a medida que se avanza a lo largo de la secuencia de Hubble, hasta alcanzar los valores mínimos en galaxias elípticas; en consecuencia, a medida que se reduce la cantidad de medio interestelar, aumenta la posibilidad de que se formen estructuras nebulares difusas, a menos que la galaxia deficiente adquiera material de otras galaxias con las que en algún momento interactúe.

## Formación

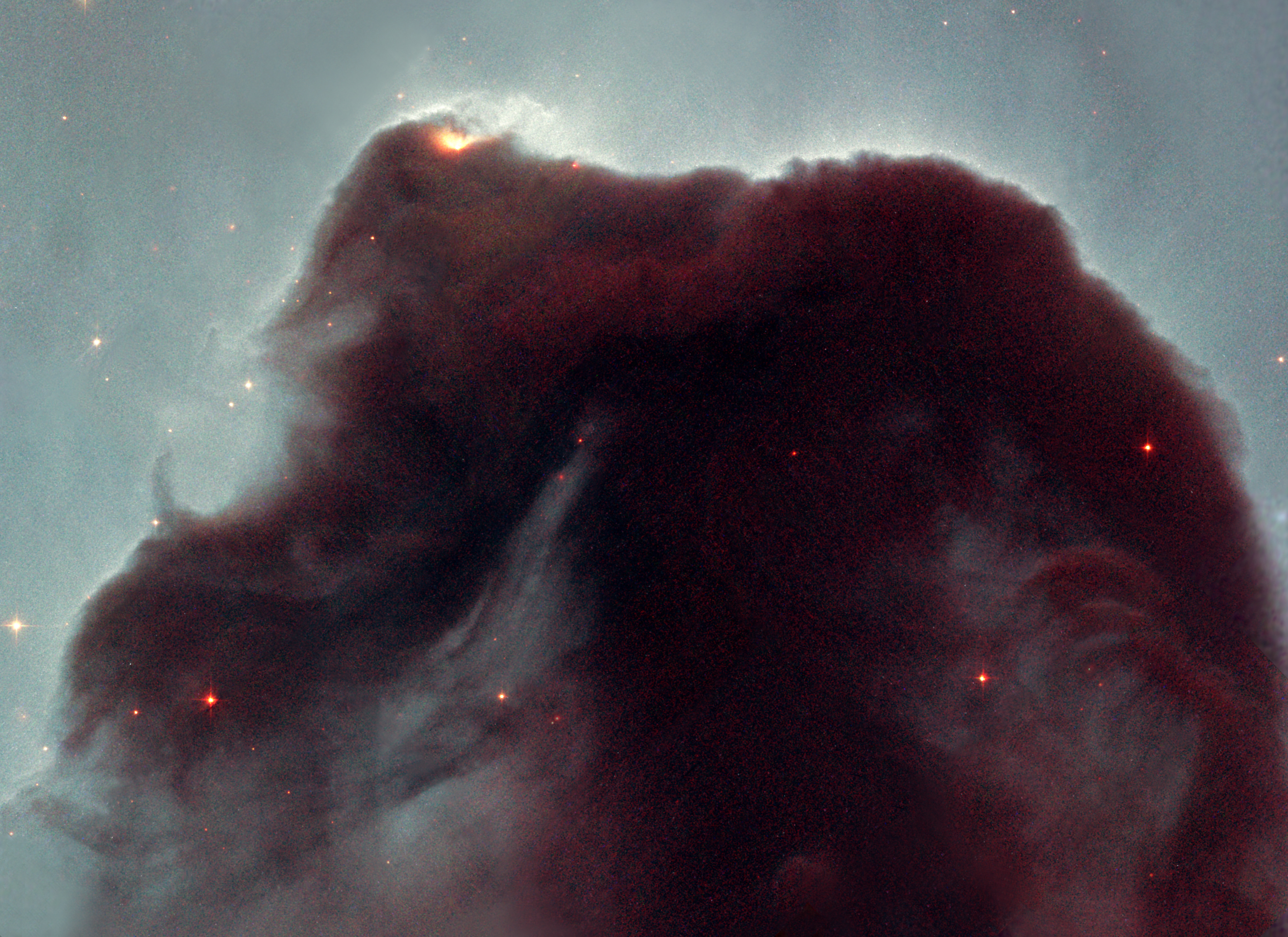
La Nebulosa Cabeza de Caballo, una gran columna de hidrógeno molecular y polvo oscuro que se superpone al brillo de la nebulosa IC 434; ambas son parte del Complejo molecular de la nube de Orión.

Se plantea la hipótesis de que las nubes moleculares, como lugar de nacimiento de las estrellas, forman parte del ciclo del medio interestelar, según el cual el gas y el polvo pasan de las nubes a las estrellas y, al final de la existencia de estas últimas, regresan a siendo parte de las nubes, constituyendo la materia prima para una nueva generación de estrellas.
El medio interestelar es inicialmente enrarecido, con una densidad entre 0,1 y 1 partículas por cm3 y normalmente alrededor del 70% de su masa está compuesto por hidrógeno monoatómico neutro (H I), mientras que el porcentaje restante es predominantemente helio con trazas de elementos más pesados, llamados en jerga astronómica, metales. La dispersión de energía, que se traduce en una emisión de radiación infrarroja lejana (un mecanismo muy eficiente) y por tanto en un enfriamiento del medio, hace que la materia se espese en distintas nubes, las regiones H I; A medida que continúa el enfriamiento, las nubes se vuelven cada vez más densas. Cuando la densidad alcanza las 1000 partículas por cm3, la nube se vuelve opaca a la radiación ultravioleta galáctica; estas condiciones permiten que los átomos de hidrógeno se combinen en moléculas diatómicas (H2), a través de mecanismos que involucran polvo como catalizador; la nube ahora se convierte en una nube molecular, que también puede contener moléculas orgánicas complejas, como aminoácidos e hidrocarburos aromáticos policíclicos (HAP). Se forman a raíz de reacciones químicas entre algunos elementos (además de hidrógeno, carbono, oxígeno, nitrógeno y azufre) que se producen gracias al aporte de energía que proporcionan los procesos de formación estelar que tienen lugar en el interior de las nubes
Si la cantidad de polvo dentro de la nube es tal que bloquea la radiación de luz visible proveniente de las regiones detrás de ella, aparece en el cielo como una nebulosa oscura.

## Tipos de nubes moleculares

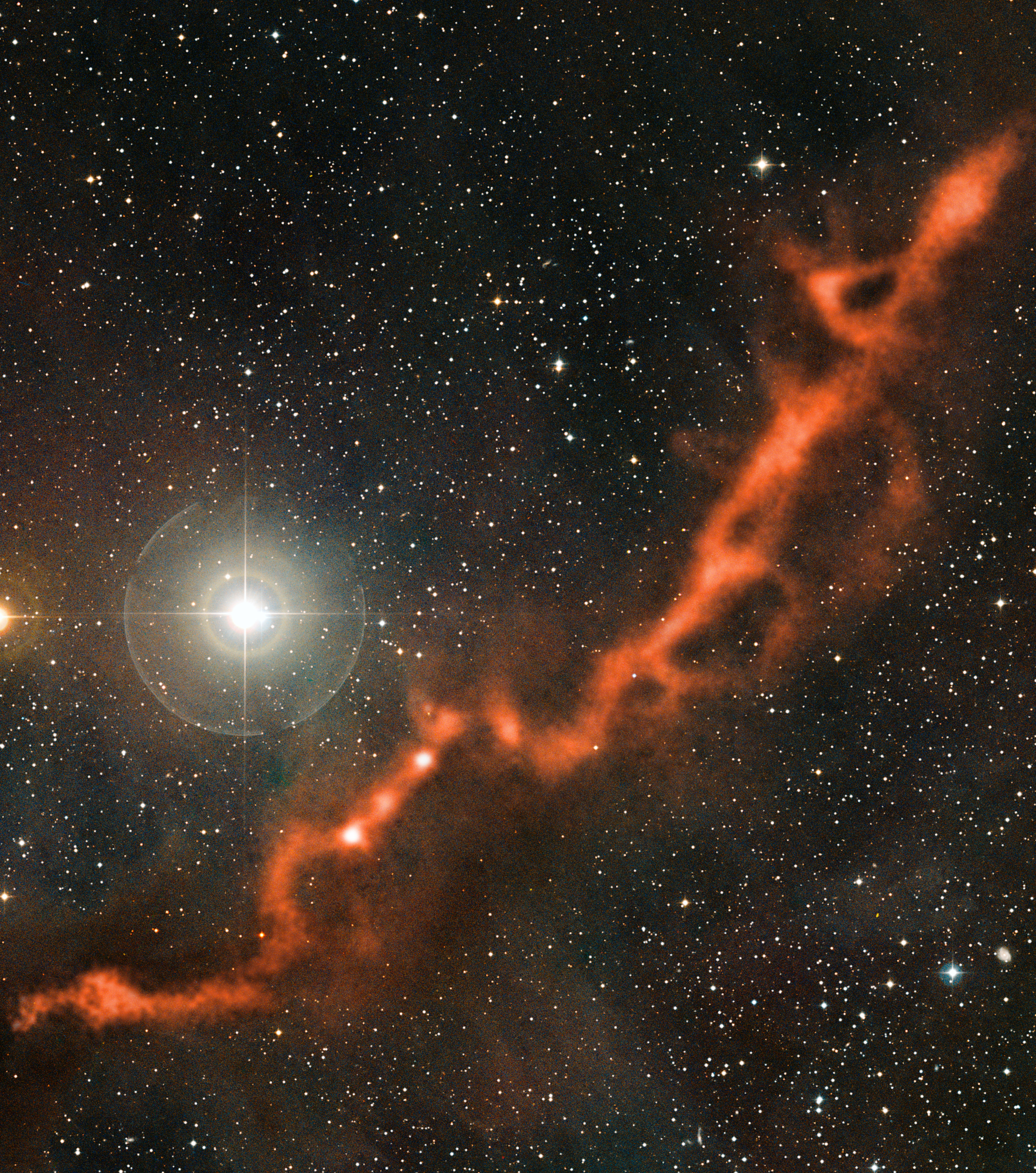
Esta imagen del telescopio APEX de una parte de la Nube Molecular de Tauro muestra un sinuoso filamento de polvo cósmico de más de diez años luz de longitud. En él se esconden estrellas recién nacidas y densas nubes de gas están a punto de colapsar para formar aún más estrellas. Los granos de polvo cósmico son tan fríos que se necesitan observaciones en longitudes de onda submilimétricas, como las realizadas por la cámara LABOCA de APEX, para detectar su débil resplandor. Esta imagen muestra dos regiones en la nube: la parte superior derecha del filamento que se muestra aquí es Barnard 211, mientras que la parte inferior izquierda es Barnard 213. Las observaciones en longitudes de onda submilimétricas de la cámara LABOCA de APEX, que revelan el resplandor térmico de los granos de polvo cósmico, se muestran aquí en tonos naranjas. Se superponen a una imagen de la región en luz visible, que muestra el rico fondo de estrellas. La estrella brillante sobre el filamento es φ Tauri.

### Nubes moleculares gigantes (GMC por sus siglas en inglés)
Los conjuntos de gas molecular con masas de 104 a 106 veces la masa del sol son llamados nubes moleculares gigantes (GMC). Las nubes pueden llegar a medir decenas de parsecs de diámetro y tienen una densidad media de 102 a 103 partículas por centímetro cúbico (la densidad media en la vecindad solar es una partícula por centímetro cúbico). La subestructura yaciente dentro de estas nubes está formada por un patrón complejo de filamentos, hojas, burbujas y grupos irregulares.
A las partes más densas de los filamentos y grupos se les llama "núcleos moleculares", los núcleos moleculares más densos son llamados "núcleos moleculares densos" y tienen densidades de 104 a 106 partículas por centímetro cúbico. Observacionalmente los núcleos moleculares se trazan con monóxido de carbono y los núcleos densos con amoniaco. La concentración de polvo en los núcleos moleculares es normalmente suficientemente grande como para bloquear la luz de las estrellas en cuya trayectoria se interponen de tal forma que ofrecen el aspecto de siluetas de nebulosas oscuras.
Las GMC son tan grandes que las "locales" pueden llegar a cubrir una parte importante de una constelación de tal manera que son referidas a menudo por el nombre de esa constelación, por ejemplo, la Nube Molecular de Orión (OMC) o la nube molecular Tauro (TMC). Estos GMC locales están dispuestos en un anillo cercano al sol que coincide con el Cinturón de Gould [7] El grupo más masivo de nubes moleculares en la galaxia forma un anillo asimétrico alrededor del centro galáctico en un radio de 120 parsecs, el componente más grande de este anillo es el complejo de Sagitario B2. La región de Sagitario es químicamente rica y es utilizado a menudo como muestrario por los astrónomos en busca de nuevas moléculas en el espacio interestelar.

### Nubes Moleculares Pequeñas
Aisladas y unidas gravitacionalmente, a las pequeñas nubes moleculares con masas inferiores a unos cuantos cientos de veces la masa del Sol se les llama glóbulos de Bok. Las partes más densas de las pequeñas nubes moleculares son equivalentes a los núcleos moleculares que se encuentran en las GMC y se incluyen a menudo en los mismos estudios.

### Nubes moleculares difusas de alta latitud
En 1984 el IRAS (Satélite Astronómico Infrarrojo) identificó un nuevo tipo de nube molecular difusa. [9] Se trata de nubes difusas filamentosas que son visibles a altas latitudes galácticas (alejadas verticalmente del plano horizontal que forma el disco galáctico). Estas nubes tienen una densidad típica de 30 partículas por centímetro cúbico.

## Procesos

### La formación de estrellas

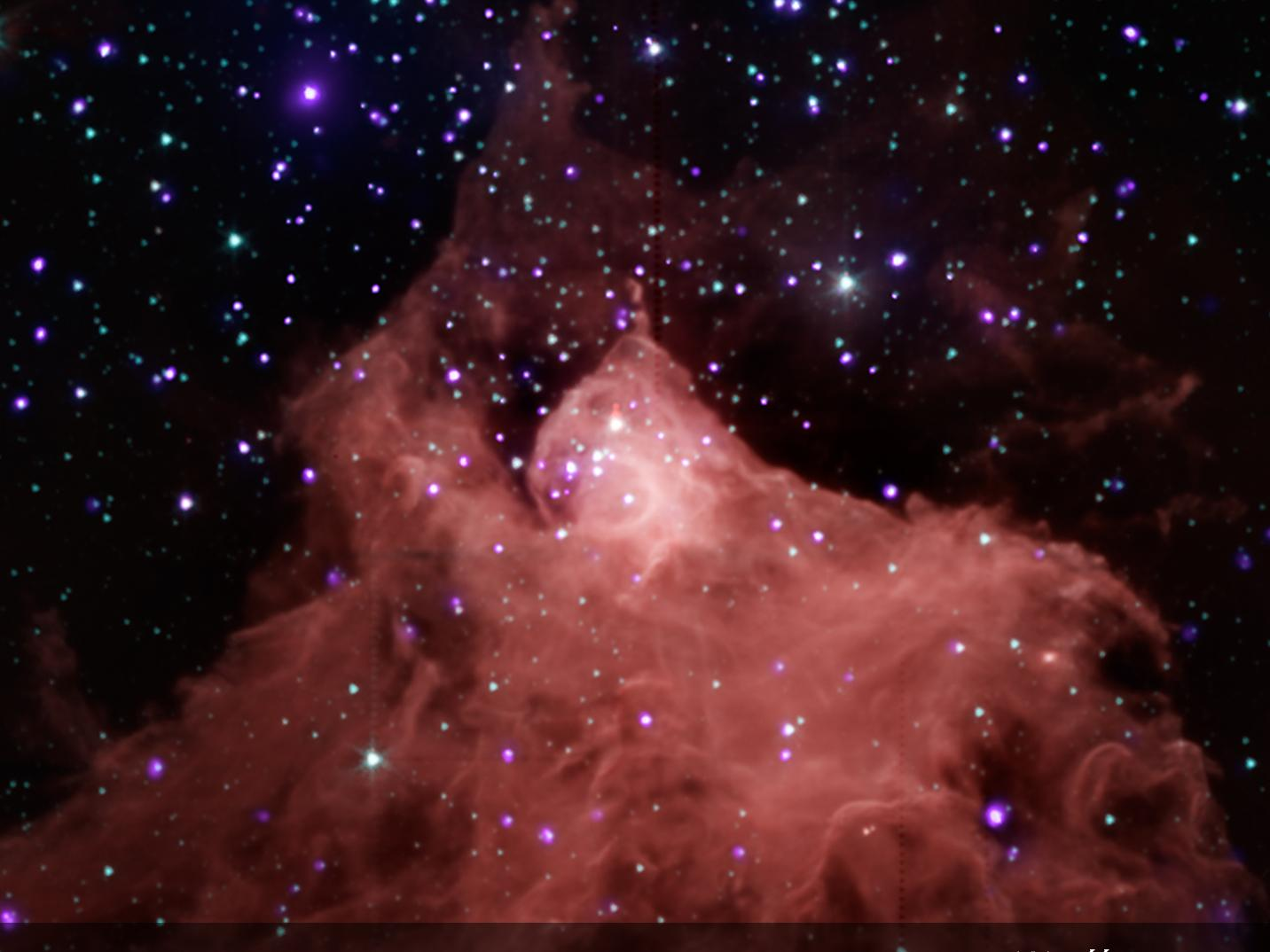
Imagen compuesta que muestra estrellas jóvenes en la nube molecular de Cefeo B y alrededor de ella.

La formación de estrellas se produce exclusivamente dentro de las nubes moleculares. Esto es una consecuencia natural de sus bajas temperaturas y altas densidades, ya que la fuerza gravitatoria que hace que la nube colapse debe superar las presiones internas que actúan «hacia fuera», tratando de evitar un colapso. También hay pruebas de que las grandes nubes donde se produce la formación de estrellas se mantienen unidas, en gran medida, por su propia gravedad (como ocurre con las estrellas, planetas y galaxias) más que por la presión externa (como sucede con las nubes en el cielo). La evidencia proviene del hecho de que las velocidades «turbulentas» que se infieren del ancho de la línea de CO varían de la misma forma que la velocidad orbital (una relación virial).

## Comportamiento físico
La física de las nubes moleculares es en gran medida objeto de debate científico. Desde el punto de vista físico, es un gas magnetizado frío caracterizado por movimientos turbulentos internos altamente supersónicos, pero aun así comparable a la velocidad de las perturbaciones magnéticas. Se sabe que este estado es particularmente propenso a perder energía, por lo que requiere un suministro de energía constante debido a los fenómenos de colapso gravitacional. Además, se sabe que las nubes de formación de estrellas sufren un proceso de destrucción, probablemente causado por la radiación o los vientos de estrellas masivas que se forman en su interior, antes de que una fracción significativa de la masa de la nube haya dado origen a estrellas.
Una gran cantidad de información sobre la capacidad de las nubes moleculares para dar lugar a estrellas proviene del análisis de las emisiones de las moléculas que las constituyen, en particular en la banda de radiación milimétrica y submilimétrica. Las moléculas emiten radiación cuando cambian espontáneamente su nivel de energía rotacional. Dado que el hidrógeno molecular es difícil de detectar mediante observación infrarroja y radioeléctrica, se utiliza como trazador la molécula más extendida después del H2, el monóxido de carbono (CO), con el que normalmente tiene una relación de 10.000:1, es decir, 10.000 moléculas de H2 por molécula de CO. Usando temperatura como sinónimo de energía, el primer nivel de energía rotacional se encuentra a 5 K por encima del estado fundamental; en consecuencia, la molécula se excita fácilmente mediante colisiones con moléculas vecinas, generalmente con H2, ya que es más abundante. Cuando la molécula de CO vuelve a su estado fundamental, emite un fotón de acuerdo con el principio de conservación de la energía. Dado que la brecha de energía entre el estado fundamental y el primer nivel excitado es bastante pequeña, el fotón lleva consigo una pequeña cantidad de energía; en particular, para esta transición particular, el fotón se emite a una longitud de onda de 2,6 mm (equivalente a una frecuencia de 115 GHz), que se encuentra en la banda de microondas.
Además, las nubes moleculares, y especialmente las GMC, suelen albergar máseres, con patrones de bombeo característicos resultantes de múltiples transiciones en muchas especies químicas: por ejemplo, el radical hidroxilo (•OH) tiene emisiones de máser en 1612, 1665, 1667, 1720, 4660, 4750, 4765, 6031, 6035 y 13 441 MHz. En estas regiones también se encuentran con mucha frecuencia agua, metanol y, más raramente, formaldehído y amoniaco.